# Estación de Santa Susana
Santa Susana (Santa Susanna en catalán y oficialmente) es una estación ferroviaria de la línea R1 de Barcelona y Línea RG1 de Gerona de Rodalies Renfe ubicada en el municipio homónimo. La estación está situada junto a la playa, paralela a la N-II, ya que la línea en este tramo va junto a la orilla del mar.

## La estación
El apeadero cuenta con una vía, carteles, panel informativo, una salida y una máquina expendedora.
| << cabecera                    | < estación    | línea             | estación >     | cabecera >>              |
| ------------------------------ | ------------- | ----------------- | -------------- | ------------------------ |
| Rodalies de Catalunya de Renfe |               |                   |                |                          |
| Hospitalet                     | Pineda de Mar |                   | Malgrat de Mar | Blanes Massanet-Massanas |
| Hospitalet                     | Pineda de Mar | Figueras Port-Bou | Malgrat de Mar |                          |